# Теракт в Карачи (2009)
Террористический акт в Карачи произошёл 28 декабря 2009 года, целью атаки стали мусульмане-шииты. На месте взрыва погибли 30 человек, ещё несколько десятков получили ранения различной степени тяжести. Ответственность за теракт взяла на себя радикальная суннитская группировка Техрик Талибан-и-Пакистан.

## Ход атаки
28 декабря 2009 года террорист-смертник взорвал себя в толпе шиитских верующих, которые вышли на улицы на траурную церемонию Ашуру. После взрыва демонстранты стали избивать полицейских, сотрудников скорой помощи и журналистов. Люди жгли автомобили и магазины, так как были взбешены ростом количества нападений на шиитское меньшинство.
Министр внутренних дел Рехман Малик обвинил во взрыве экстремистов из Талибана, которые хотят дестабилизировать обстановку в Пакистане. Начальник полиции Карачи Васим Ахмед заявил, что оторванная голова террориста была найдена на месте взрыва.